# Walter Aldinger

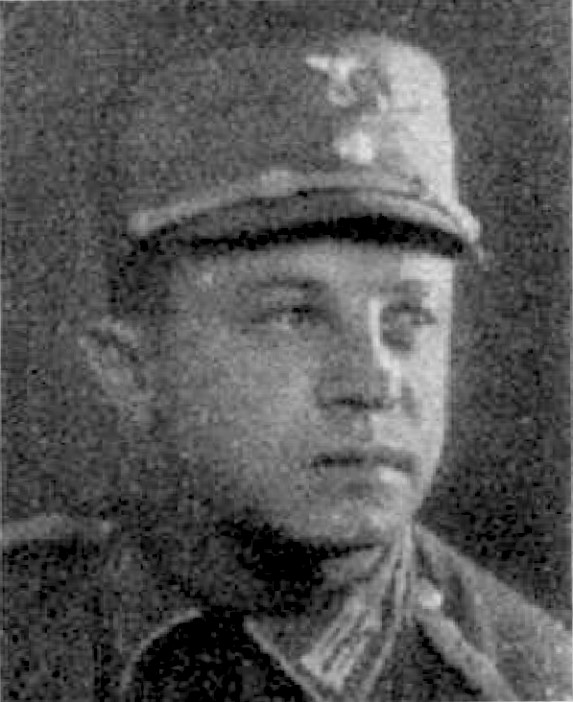
Walter Aldinger, Porträtfoto aus dem Reichstags-Handbuch 1934

Walter Aldinger (* 18. August 1904 in Düren; † 21. August 1945 in Odenthal) war ein deutscher Politiker (NSDAP). Er war von 1933 bis 1945 Mitglied des Reichstages.

## Leben
Aldinger besuchte von 1910 bis 1918 die Volksschule und war anschließend bis 1931 als Schlosser tätig. Während dieser Zeit war er von 1923 bis 1924 Mitglied im Stahlhelm. Vom 15. April 1924 bis Dezember 1924 absolvierte er einen Kursus als Zeitfreiwilliger bei der 3. Kompanie der 6. Kraftfahrabteilung in Münster. Zum 1. Juni 1926 trat er der NSDAP bei (Mitgliedsnummer 77.299). Er wurde kurz darauf Ortsgruppenleiter in Bergisch Gladbach. Im Jahr 1929 wurde er SA-Mitglied und stieg zum SA-Sturmführer auf. Vom 1. Oktober 1930 bis April 1945 war er NSDAP-Kreisleiter des Rheinisch-Bergischen Kreises.

## Politik
Aldinger wurde am 5. März 1933 in den hauptamtlichen Parteidienst der NSDAP übernommen, einen Monat später wurde er Erster Beigeordneter der Stadt Bergisch Gladbach, außerdem Mitglied des Kreisausschusses des Rheinisch-Bergischen Kreises. Bei der Reichstagswahl im November 1933 wurde er im Wahlkreis 20 erstmals in den Reichstag gewählt. Aldinger gehörte diesem bis zu dessen Auflösung 1945 an. Nach dem Anschluss wurde er am 20. März 1938 kurzzeitig nach Steyr in Österreich abkommandiert, am 1. Juni 1938 erneut. Er wurde am 30. Januar 1941 zum SA-Standartenführer befördert und im darauffolgenden April zur Wehrmacht einberufen, wo er beim Krieg gegen die Sowjetunion eingesetzt wurde. Aus gesundheitlichen Gründen wurde er im Sommer 1942 aus der Wehrmacht entlassen. Im Jahr 1943 fungierte er zusätzlich als Vertreter des Kreisleiters der NSDAP des Oberbergischen Kreises.